# Lou Montulli
Lou Montulli, wł. Louis J. Montulli II (ur. 1971 r.) – amerykański programista związany z Netscape Corporation, absolwent University of Kansas; twórca tagu BLINK w kodowaniu HTML, plików cookies i przeglądarki Lynx.